# Негрень (комуна)
Негрень, Негрені (рум. Negreni) — комуна у повіті Клуж в Румунії. До складу комуни входять такі села (дані про населення за 2002 рік):
- Буча (816 осіб)
- Негрень (1722 особи) — адміністративний центр комуни
- Прелучеле (143 особи)

Комуна розташована на відстані 381 км на північний захід від Бухареста, 66 км на захід від Клуж-Напоки.

## Населення
У 2009 році у комуні проживали 2550 осіб.